# Eddie Chan
Eddie Chan, auch Eddie Chen, (chinesisch 陳小明 / 陈小明, Pinyin Chén Xiǎomíng, Jyutping Can4 Siu2ming4, * 17. März 1954 in Hongkong, Künstlername 艾迪,  Ài Dí,  Ai Ti, Jyutping Ngaai6 Dik6, kantonesisch Ngai Dik) ist ein chinesisch-philippinischer Schauspieler, der überwiegend in Hongkonger Filmproduktionen mitspielte.

## Leben
Sein Filmdebüt hatte Chan 1974 in dem Erotikfilm Women of Desire (女人面面觀). Nach einer Reihe weiterer Erotikfilme, spielte er 1977 erstmals in einem Filmdrama mit, das den Titel What Price? – Stardom (藝壇照妖鏡) trug. In Deutschland wurde Chan durch die Rolle des verzweifelten verdeckten Ermittlers im 1981 erschienenen Filmdrama Man on the Brink (deutscher Titel: Mann ohne Ausweg) einem breiteren Publikum bekannt. Das Erste sendete den Film 1982 in einer synchronisierten Fassung. Damit ist Man on the Brink bis heute der einzige Film unter Mitwirkung Eddie Chans, der im deutschen Fernsehen ausgestrahlt wurde. Chans Karriere erreichte in den frühen 1980er Jahren ihren Höhepunkt. Für die Rolle im Filmdrama Man on the Brink erhielt er den Preis des besten Darstellers beim Golden Horse Film Festival in Taiwan. Weitere Erfolge aus dieser Zeit konnte er zum Beispiel mit dem Horrorfilm He Lives by Night oder dem Actionfilm Energetic 21 (beide von 1982) verbuchen. Mit dem Film Only for You kehrte Chan 1986 kurzzeitig zum Erotikgenre zurück. Fans der Manga- und Animeserie Dragonball dürften Chan eventuell für seine Rolle in der inoffiziellen taiwanesischen Realverfilmung der Serie unter dem Titel Dragon Ball – The Magic Begins (1989 veröffentlicht) kennen. Chan spielte darin eine Figur namens Turtle Man (entspricht dem Charakter Muten Roshi im Original). Ab 1995 legte Chan eine längere Schauspielpause ein, bis er 2001 wieder eine Rolle übernahm. 2004 führte Chan erstmals Regie in einem Film, und zwar bei den Kampfszenen des Actionstreifens Be Out of Control. 2011 gab es wieder ein Interview vom Ming Pao mit ihm. 2013 erschien er erstmals wieder bei der Preisverleihung des Golden Horse Film Award und stieg mit einer spielerische Einstellung wieder in die Filmbranche ein. Er wurde als „Exklusiv-Darsteller“ vom Hongkonger Regisseur Philip Yung (翁子光) engagiert.

## Filmografie (Auswahl)
- 1980: The Beasts (山狗,  Shāngǒu)
- 1981: Mann ohne Ausweg (邊緣人,  Biānyuánrén, englisch Man on the Brink)
- 1982: Energetic 21 (衝激21,  Chōngjī 21)
- 1982: Torrid Wave (熱浪,  Rè láng)
- 1982: The Gang of Five (野狼幫,  Yěláng bāng)
- 1982: He Lives by Night (夜驚魂,  Yèjīnghún)
- 1983: The Murder (邪花劫,  Xiéhuājié)
- 1983: Obsessed (鬼掩眼,  Guǐ yǎn yǎn)
- 1983: Devil Fetus (魔胎,  Mótāi)
- 1983: Crazy Blood (瘋血,  Fēngxiě)
- 1983: The Accident (車魂,  Chēhún)
- 1984: Pale Passion (我為你狂,  Wǒ wéi nǐ kuáng)
- 1984: Law with Two Phases (公僕,  Gōngpú)
- 1986: The Story of Dr. Sun Yat-sen (國父孫中山與開國英雄,  Guófù Sūn Zhōngshān yǔ kāiguó yīngxióng)
- 1986: Only for You (淑女也瘋狂,  Shúnǚ yě fēngkuáng)
- 2015: Port of Call (踏血尋梅,  Tà xuè xún méi)
- 2020: The Fallen (墮落花,  Duòluòhuā)
- 2020: Theory of Ambitions (風再起時,  Fēng zài qǐ shí)